# Sénéchaussée de Loudun
Pour les articles homonymes, voir Loudunais.
La sénéchaussée de Loudun fut une entité administrative de l'Ancien Régime. Loudun et le Loudunais (ou Loudunois) sont situés dans un territoire dépendant de l'Anjou et situé à la limite de deux autres provinces : la Touraine et le Poitou. 
Au Moyen Âge et jusqu'à la Révolution française, le Saumurois s'enfonce dans le Poitou actuel, englobant Loudun jusqu'à Mirebeau au Sud. Le Loudunais constitue un bailliage ou sénéchaussée distinct, dépendant du gouvernement de Saumur et du Saumurois (liés d'abord à la Touraine, puis à l'Anjou depuis la 1re moitié du XIe siècle), ainsi que de la Généralité de Tours. Le Loudunais demeure historiquement détaché du Poitou.

## Histoire

Sénéchaussée de Loudun dans l'Anjou du XVIIIe siècle.

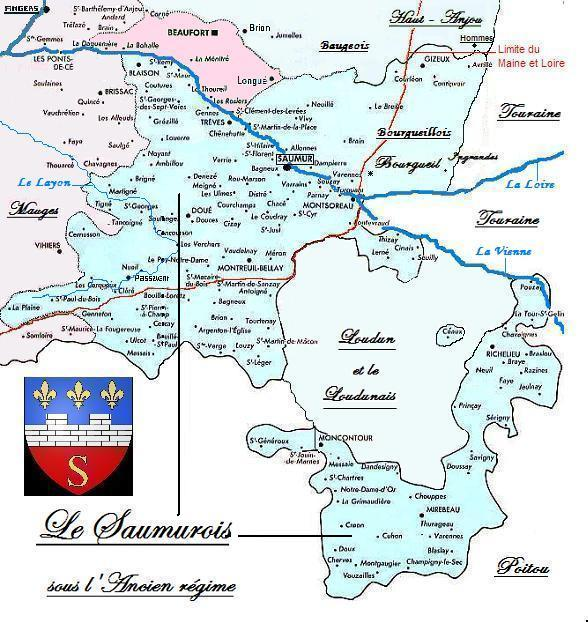
Imbriquement des sénéchaussées de Loudun et de Saumur sous l'Ancien régime

En 970, Guillaume IV d'Aquitaine et Geoffroy d'Angers s'affrontent au lieu-dit Les Roches Saint-Paul, alors rattaché à la paroisse de Coussay. Geoffroy obtient le fief de Loudun mais est vassal de Guillaume. Loudun dépendra des comtes d'Anjou jusqu'en 1206, date à laquelle Philippe-Auguste la rattache à la Couronne de France et en fait une petite province, avec un bailliage royal et une cour de justice souveraine.
Le comte d'Anjou Foulques Nerra (987-1040) avait fait construire une première tour pour protéger le Sud des possessions angevines contre d'éventuelles incursions des comtes de Poitou. Elle fut détruite à une date indéterminée et probablement reconstruite à la charnière des XIe – XIIe siècles par son petit-fils maternel Foulques IV le Réchin (1068-1109), puis par Henri II Plantagenêt (arrière-petit-fils du précédent) vers 1162-1185 (Ville de Loudun : la Tour carrée).
Cependant, après le premier rattachement de l'Anjou, du Maine, du Poitou et de la Normandie à la Couronne vers 1204-1205 (dans le cadre des conflits entre Capétiens et Plantagenêts), Philippe-Auguste donne Loudun en garde à Guillaume des Roches, sénéchal d'Anjou et du Maine, car le roi de France considère Loudun comme une place stratégique et décide de compléter l'ancien castrum des puissants Plantagenêts par une nouvelle forteresse ; à partir de 1206, il renforce les fortifications, c'est-à-dire la forteresse plus l'enceinte fortifiée autour de la ville, percée de quatre portes et protégée par de larges fossés ; il fait construire la Tour Maîtresse, énorme donjon circulaire plus élevé que l'ancienne Tour Carrée : le château et la ville deviennent quasi imprenables ; le roi fait également reconstruire l'église Saint-Pierre du Martray et bâtir l'église Saint-Pierre du Marché. 
En 1214, Jean sans Terre intrigue contre le roi Philippe-Auguste, en achetant l’aide des barons poitevins : les Chauvigny, les Mauléon, les Thouars. Jean-sans-Terre occupe Angers. Louis, le fils de Philippe-Auguste intervient à Moncontour dont il fait détruire le château. De son côté, Philippe-Auguste, vainqueur à Bouvines en juillet 1214, alors même que son fils le prince Louis est vainqueur à la Roche-aux-Moines, vient aussitôt à Loudun pour imposer la paix de Chinon en septembre 1214 à Jean-sans-Terre, qui doit renoncer à la plus grande partie de ses possessions en Poitou.
Le 4 février 1367, Charles V octroie Loudun au duc d'Anjou Louis, en échange de Châteauceaux. En 1476, le roi René d'Anjou est contraint de conclure un accord avec Louis XI, étant accusé d'avoir négocié avec Charles le Téméraire. Loudun est alors réunie à la couronne de France. Louis XI l'érige en bailliage. François Ier ordonne qu'on rédige la coutume de Loudun. Le Loudunais devient une sénéchaussée. La sénéchaussée de Loudun dépendra du gouverneur de Saumur. 
En 1542, Lors de la création de la généralité de Tours, la sénéchaussée de Loudun intègre cet ensemble territorial constitué par les provinces d'Anjou, du Maine et de la Touraine.
En 1568 Les luttes entre protestants et catholiques reprennent. Henri, roi de Navarre, alors âgé de 16 ans se trouve alors à Loudun avec l'armée protestante. Les protestants brûlent la Collégiale de Sainte-Croix, le couvent de l'église des Carmes (Saint-Hilaire-du-Martray) et l'échevinage. Le duc d'Anjou (catholique ; futur Henri III) fait le siège de Loudun pour récupérer la cité aux mains des Protestants.
En 1569, Coligny siège Poitiers. A la Bataille de Moncontour, le duc d'Anjou inflige une défaite sanglante aux Huguenots.
En 1587, Henri de Navarre s'empare de Loudun ainsi que de Vivonne, Mirebeau et Châtellerault.  
En 1631, Louis XIII envoie à Loudun le conseiller d'État Jean Martin, baron de Laubardémont, afin de terminer la démolition de la forteresse construite par Philippe-Auguste, du palais des Ducs-Rois d'Anjou-Sicile, du donjon circulaire et de l'enceinte fortifiée de la ville (mais pas la Tour carrée), démolition qu'avait initiée Henri III en 1584, et relancée le roi Louis dès 1622.
En 1789, l'Assemblée Constituante impose la création de départements. Les délégués de Saumur et de Loudun envisagent la création d'un département regroupant les anciennes sénéchaussées de Saumur et de Loudun. Mais des tensions apparaissent entre les délégués saumurois et ceux d'Angers. Les Saumurois reprochant aux Angevins de démanteler l'Anjou, en abandonnant un certain nombre de territoires, notamment la région de Bourgueil (Sénéchaussée de Saumur) à la Touraine. Les délégués de Loudun prennent leurs distances avec les représentants de Saumur. Face à ces dissensions, l'Assemblée Constituante, impose le rattachement de Saumur au futur département (Mayenne-et-Loire) rebaptisé Maine-et-Loire et le rattachement de Loudun au département de la Vienne
En 1790, lors de la création des départements français, le Sud-Saumurois (sénéchaussée de Loudun et pays de Mirebeau dépendants du gouverneur de Saumur) est rattaché au département de la Vienne.